# Александар Микић
Александар Микић (1882 — 19?) био је школски надзорник у Суботици. Заслужан је за национализовање основних школа у Суботици и околини.

## Биографија
Рођен је 10. децембра 1882. у Тителу као син Антуна Микића и Ане Вилаг. Крштен је у тителској католичкој цркви. Микићи су пореклом били бачки Шокци.
Након завршене учитељске школе постао је учитељ у Банату у Опову, где је добио ћерке Аницу (1905), Мару (1906), Ружицу (1910) и Јелену (1916) и сина Ивана, познатијег као Јован Микић Спартак.
Још у младости се истакао као родољуб. На скупштини Српског народног одбора у Опову изабран је за делегата на Великој народној скупштини у Новом Саду 25. новембра 1918, која је изрекла отцепљење Војводине од Угарске и присаједињење Краљевини Србији. Сарађивао је у буњевачком листу „Невен”.
У Суботицу је прешао после ослобођења, 1919. године. Већ следеће године је постављен за школског надзорника II суботичког среза. На том положају је остао готово две деценије (19 година) све до свог пензионисања 1939. Заједно са Мијом Мандићем има велике заслуге за национализовање основних школа у Суботици и околини.
Такође је познат као отац спортисте Јована Микића.